# رامون تيراتس
رامون تيراتس إسباسيو (بالإنجليزية: Ramon Terrats Espacio)‏ هو لاعب كرة قدم إسباني، من مواليد 18 أكتوبر 2000 في برشلونة، كاتالونيا، يلعب كلاعب خط وسط في نادي فياريال، على سبيل الإعارة من نادي جيرونا.

## روابط خارجية
- رامون تيراتس على موقع قاعدة بيانات كرة القدم.إي يو (الإنجليزية)
- رامون تيراتس على موقع Soccerway.com (الإنجليزية)
- رامون تيراتس على موقع عالم كرة القدم.نت (الإنجليزية)